# Наале
Наале (ивр. נַעֲלֶה‎, досл. поднятый) — израильское поселение на Западном Берегу реки Иордан в окрестностях Модиина. Относится к региональному совету Мате-Биньямин. Является преимущественно светским.

## История
Поселение было основано в 1988 группой работников Israel Aerospace Industries. В его окрестностях неоднократно совершались вылазки арабских террористов. При строительстве стены безопасности для защиты поселений Наале и Нили она была несколько передвинута по решению правительства.

## Население
По данным Центрального статистического бюро Израиля, население на начало 2020 года составляло 2 148 человек.